# Nagaoka
Nagaoka (jap. 長岡市 Nagaoka-shi) – miasto w Japonii, w prefekturze Niigata, w środkowej części wyspy Honsiu (Honshū), nad rzeką Shinano (367 km, najdłuższa rzeka w Japonii).

## Położenie
Miasto jest położone w regionie Chūetsu prefektury Niigata. Centralna część miasta znajduje się na aluwialnej równinie utworzonej przez rzekę Shinano. 
Miasto leży w środkowej części prefektury, graniczy z

- Kashiwazaki
- Ojiya
- Niigata
- Tsubame
- Sanjō
- Mitsuke
- Uonuma
- Tōkamachi

## Historia
Zamek Nagaoka (Nagaoka-jō) został zbudowany w 1616 roku przez Naoyoriego Hori (1577–1639) po usunięciu poprzedniego pana, Tadateru Matsudairy (1592–1683), przez Hidetadę Tokugawę (1579–1632) za rzekomo złe zarządzanie podczas letniej kampanii w 1615, związanej z oblężeniem zamku Ōsaka. 
W 1618 roku zamek został przejęty przez Tadanariego Makino (1581–1655), ale przez lata był niszczony przez powodzie. Był zalewany w latach: 1671, 1674, 1781 i 1789. Ponadto dotknęły go dwa duże pożary: w 1728 i 1844. Pechowy zamek został również poważnie uszkodzony podczas trzęsienia ziemi w 1829 roku. W końcu został zniszczony całkowicie podczas wojny boshin w 1868 roku. Na jego miejscu do 1898 roku był park, a następnie teren ten został zagospodarowany i zurbanizowany. W 1926 roku zasypano fosy pod budowę budynków użyteczności publicznej. Zamek został częściowo zrekonstruowany w parku Yūkyūzan poza miastem w 1968 roku i służy jako muzeum lokalnej historii.

## Gospodarka
W mieście rozwinął się przemysł maszynowy, środków transportu, petrochemiczny (wydobycie gazu i ropy), włókienniczy, papierniczy, turystyczny. W pobliżu miasta, na górze Yūkyū, znajdują się popularne ośrodki narciarskie.
Prefektura Niigata jest jednym z wiodących regionów produkujących ryż w Japonii, a Nagaoka była jednym z pierwszych miast, które wykorzystało ten potencjał: stworzono słynną markę ryżu koshihikari i 16 wytwórni sake.
W Nagaoce zapoczątkowano Nagaoka Bio-Economy Concept w celu dostosowania myślenia naukowego do fermentacji. Uważa się, że 99% mikroorganizmów na świecie jest nadal nieznanych ludziom. Trwają badania nad fermentacją, aby zaradzić tej sytuacji i przyczynić się do urzeczywistnienia społeczeństwa zajmującego się recyklingiem zasobów. Prace koncentrują się na ulepszaniu gleby na polach ryżowych, m.in. poprzez aktywację mikroorganizmów do produkcji nawozów organicznych, które będą alternatywą dla nawozów sztucznych i pestycydów.

## Transport
Nagaoka jest węzłem komunikacyjnym kolejowym i drogowym. 

## Galeria

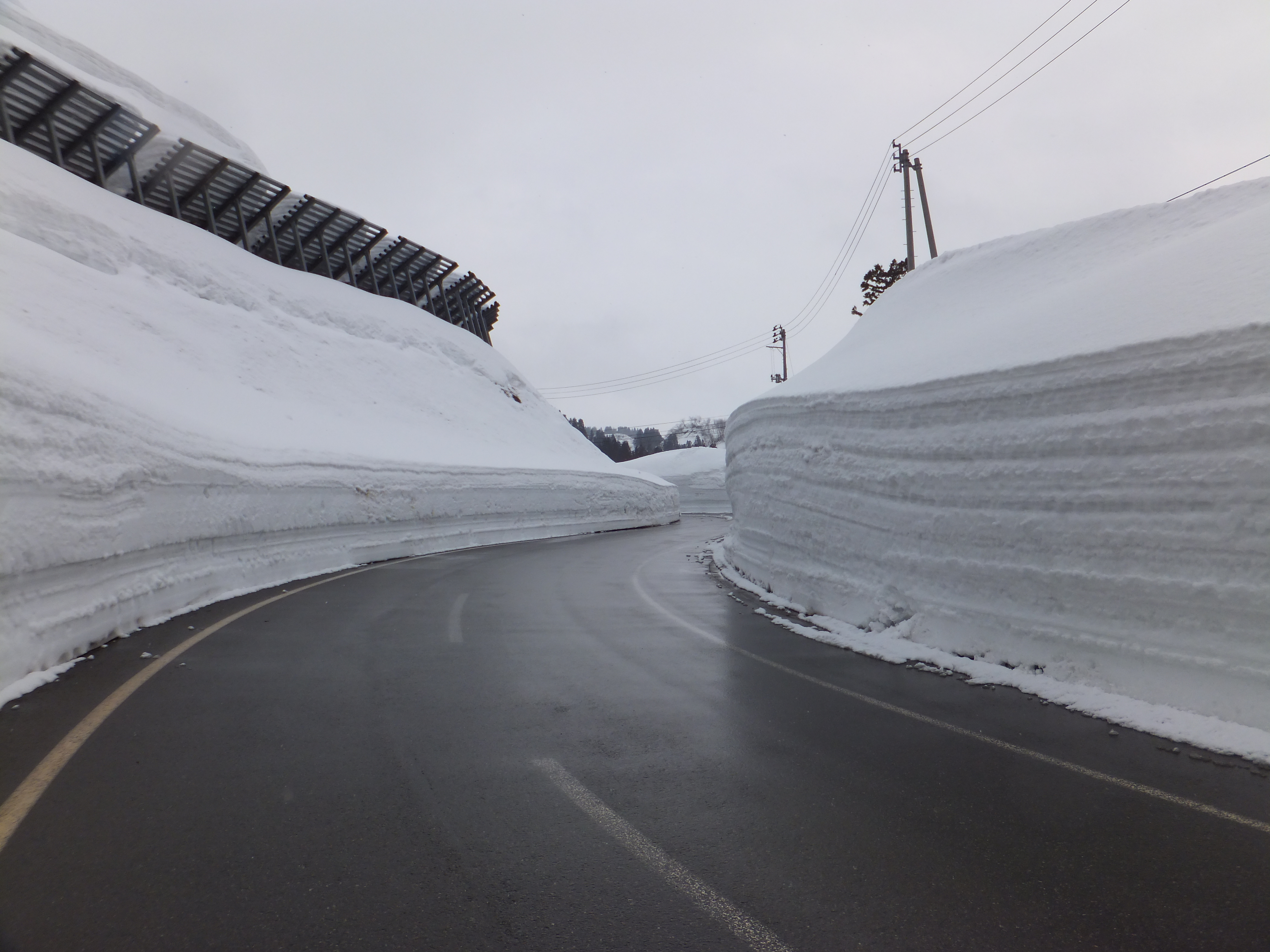
Nagaoka - „kraina śniegu”
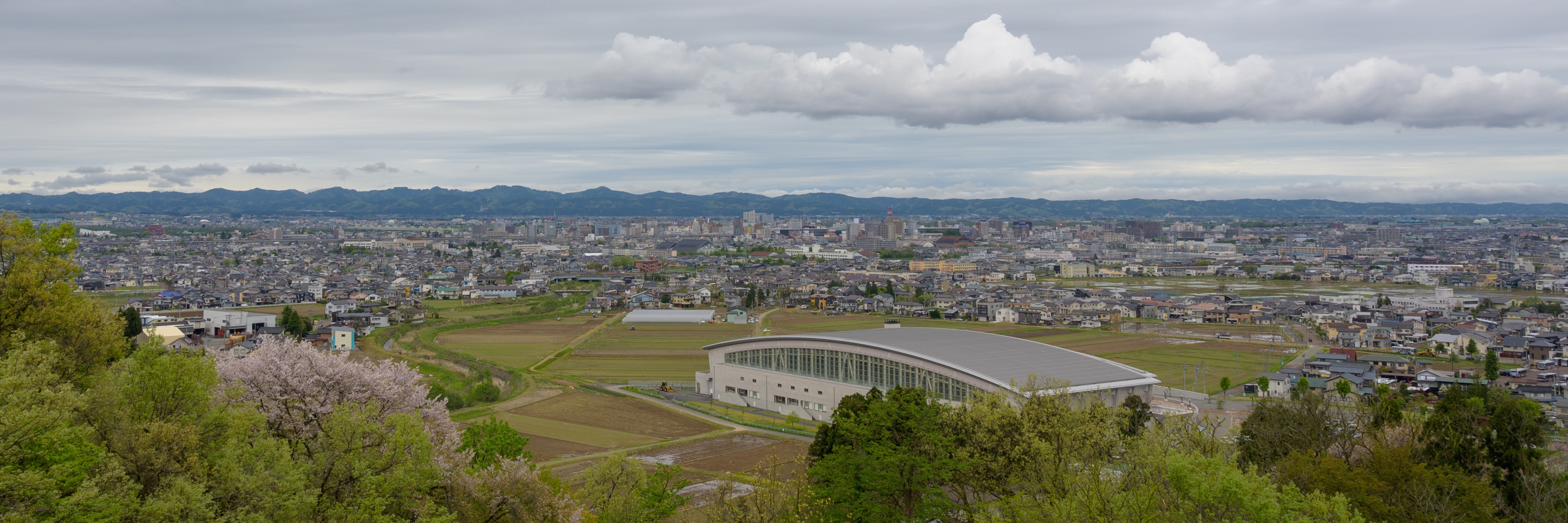
Panorama miasta (2019)
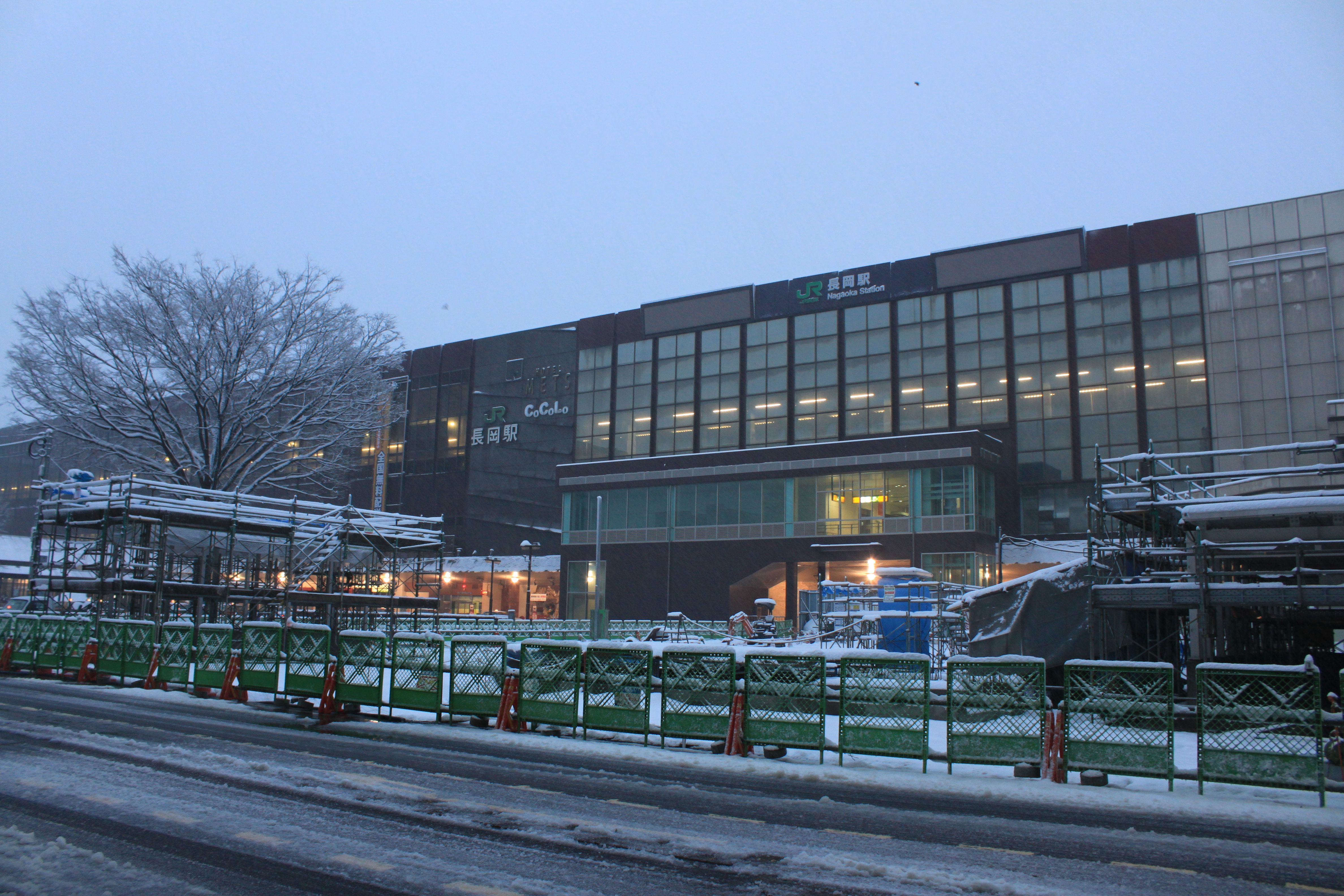
Stacja kolejowa Nagaoka (2010)